# Амур і Психея (ван Дейк)
«Амур і Психея» — картина Ентоні ван Дейка, написана маслом на полотні. Зараз вона зберігається в Британській королівській колекції і виставлена у Кенсінгтонському палаці.
Одна з останніх робіт у творчості ван Дейка, вона показує помітний вплив Тіціана та датується тим часом, коли він був придворним художником короля Карла I Англійського. Це єдина збережена міфологічна картина ван Дейка того періоду і, можливо, походить із серії картин на тему «Амур і Психея», замовлених для Будинку королеви в Грінвічі; до серії також долучилися Якоб Йорданс та старий вчитель ван Дейка Пітер Пауль Рубенс. Оскільки проєкт так і не завершили, це може пояснювати, чому картина не має рами та залишається відносно незавершеною. Це датує його 1638—1640 роками. За іншою версією, картину створили для святкування весілля принцеси Марії та Вільгельма II Оранського в 1641 році. Образ Психеї, можливо, була заснована на коханці ван Дейка Маргарет Лемон.